# Уильямс, Дэвид (австралийский футболист)
Дэвид Джоэл Уильямс (англ. David Joel Williams; 26 февраля 1988, Брисбен, Квинсленд, Австралия) — австралийский футболист, нападающий клуба «Перт Глори». Выступал за сборную Австралии. Член Австралийского совета по футболу среди коренных народов.

## Биография

### Клубная карьера
На профессиональном уровне дебютировал в 2006 году в составе клуба «Квинсленд Роар», за который провёл два матча в чемпионате Австралии. В мае того же года Уильямс переехал в Европу где подписал контракт с датским клубом «Брондбю». Дебютировал в чемпионате Дании 5 августа 2006 года в матче с «Хорсенс», в котором вышел на замену на 85-й минуте. В «Брондбю» игрок провёл 3 года и за это время сыграл 34 матча и забил 4 гола в местном чемпионате. Летом 2009 года был отдан в аренду в австралийский клуб «Норт Квинсленд Фьюри», а в январе 2010 года подписал с клубом полноценный контракт. Зимой 2011 года на правах аренды перешёл в другой австралийский клуб «Сидней», в составе которого принял участие в 4 матчах группового этапа Лиги чемпионов Азии, однако не провёл ни одного матча в чемпионате страны. После окончания аренды в «Сиднее» подписал контракт с командой «Мельбурн Харт», где выступал до 2016 года. В феврале 2016 года игрок вернулся в Европу и подписал контракт с венгерским клубом «Халадаш». Летом 2018 года перешёл в «Веллингтон Феникс».
В июне 2019 года подписал контракт с клубом Индийской суперлиги АТК.

### Карьера в сборной
За основную сборную Австралии провёл 2 матча. Дебютировал за национальную команду 22 июня 2006 года в матче отборочного турнира чемпионата мира 2010 против сборной Китая, в котором вышел на замену на 63-й минуте вместо Джеймса Холланда. В следующий раз был вызван в сборную в марте 2010 года и 4 марта появился на поле на 89-й минуте в товарищеской встрече со сборной Индонезии.

## Факты
Уильямс является первым игроком аборигенского происхождения, сыгравшим за «Мельбурн Сити» в чемпионате Австралии.

## Достижения
Командные
АТК
- Победитель Индийской суперлиги: 2019/20